# Комье, Клод
Клод Комье (фр. Claude Comier; умер в 1693) — французский учёный.
Получив богословское образование и звание апостолического пронотария, Комье много занимался в то же время точными науками, и в своих сочинениях обнаруживает обширные познания. С 1681 по 1693 Комье был одним из редакторов «Mercure», где помещены его статьи: «Discours sur les comètes», «Traité des lunettes», «Traité des phosphores». Отдельно издано его «La nouvelle science de la nature des comètes» (Лион, 1665).